# کریستوفر واکن روی صحنه، صفحه نمایش و پرده سینما

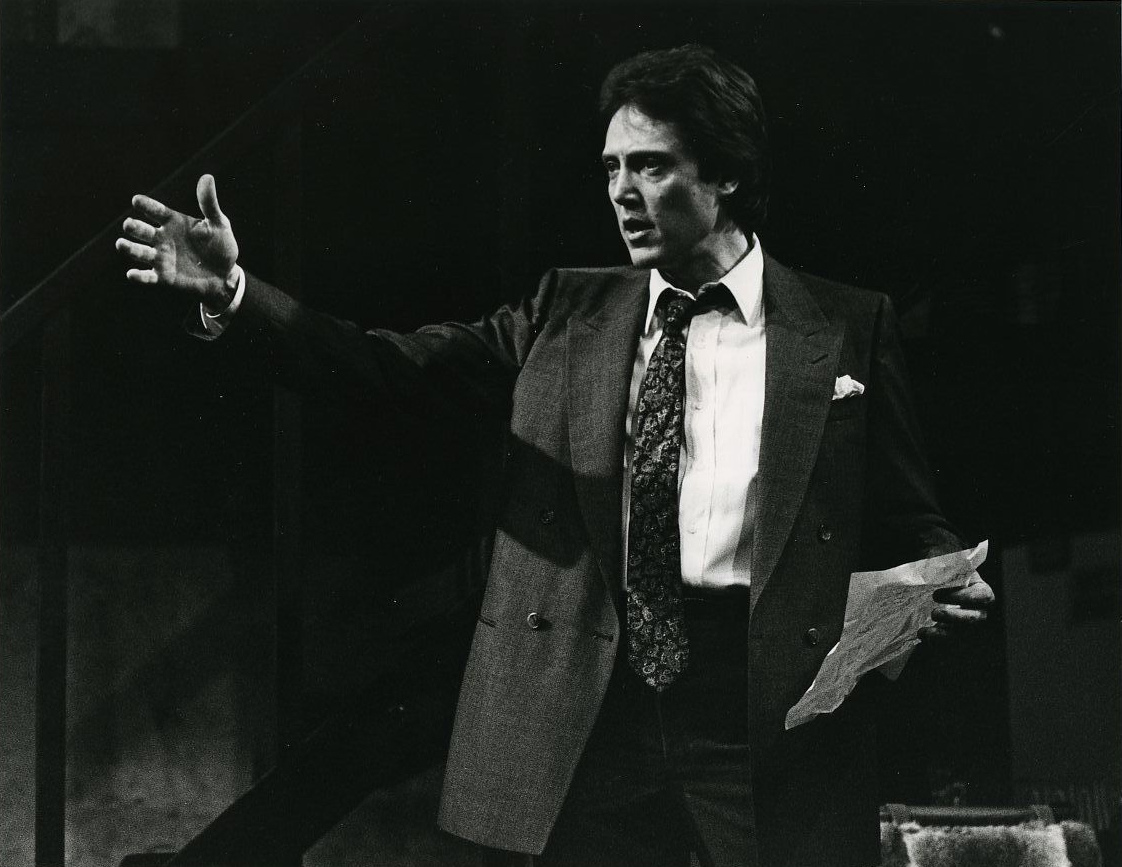
کریستوفر واکن در نمایشنامهٔ هیاهو در سال ۱۹۸۴

کریستوفر واکن بازیگر آمریکایی با بیش از ۵۰ سال فعالیت حرفه‌ای در تئاتر، سینما و تلویزیون آمریکا و اروپا است. او در بیش از ۱۰۰ فیلم و برنامهٔ تلویزیونی از جمله فیلم‌های شکارچی گوزن، سگ‌های جنگ، چشم‌اندازی به آدمکشی، از فاصلهٔ نزدیک، پادشاه نیویورک، بازگشت بتمن، آنی هال، داستان عامه‌پسند، اسلیپی هالو، اگه می‌تونی منو بگیر و برنامه‌های تلویزیونی مانند پخش زندهٔ شنبه‌شب و همچنین موزیک‌ویدئوهایی از مدونا و فتبوی اسلیم ایفای نقش کرده است.
او در ابتدا به‌طور عمده در تئاتر و تلویزیون در نقش‌های کوچک با نام «کن واکن» و بعدتر «رونی واکن» فعالیت داشت و سپس نام «کریستوفر واکن» را انتخاب کرد. نقش‌آفرینی او بر پردهٔ سینما با فیلم پابرهنه در آتن در سال ۱۹۶۶ آغاز شد و با بازی در فیلم‌هایی با نقش‌های بزرگتر ادامه پیدا کرد. حضور کوتاه او در فیلم آنی هال (۱۹۷۷) در نقش برادر متمایز شخصیت اصلی فیلم توجه منتقدان را جلب کرد و سرانجام بازی در فیلم شکارچی گوزن جایزهٔ اسکار بهترین بازیگر نقش مکمل مرد را در سال ۱۹۷۸ برای او به ارمغان آورد. پس از این موفقیت سیل پیشنهاد به سمت او سرازیر شد، و او را به بازیگری با کارنامهٔ هنری پربار، با اکران گاه چند فیلم همزمان در سال تبدیل کرد.
واکن در مجموعه فیلم‌های سینمایی پیشگویی در نقش فرشتهٔ مقرب، جبرئیل و در مجموعه فیلم‌های تلویزیونی سارای قدبلند و ساده‌پوش در نقش جیکوب به‌طور مستمر در فواصل طولانی بازی کرده است. از دیگر نقش‌هایی که واکن با آن شناخته می‌شود می‌توان به نقش جانی اسمیت در فیلم منطقهٔ مرده، کاپیتان کونز در داستان عامه‌پسند و فرنک ابناگلِ پدر در فیلم اگه می‌تونی منو بگیر اشاره کرد.
واکن علاوه بر بازیگری، در آواز و رقص هم مهارت دارد و در فیلم‌هایی مانند شکارچی گوزن، سکه‌هایی از بهشت، گربهٔ چکمه‌پوش (۱۹۸۸)، ایلومیناتا و عشق و سیگار صحنه‌هایی را بازی کرده است.

## سینما
واکن به دنبال فعالیت ابتداییش در تلویزیون و تئاتر در دههٔ ۱۹۵۰، عمدتاً در سینما ایفای نقش کرده است. فهرست زیر شامل حضور او در فیلم‌های استودیویی، فیلم‌های مستقل، فیلم‌های انیمیشن و فیلم‌های تولید تلویزیون است. فیلم کوتاه پنج دقیقه‌ای پاپ‌کورن شریمپ (۲۰۰۱) به نویسندگی، تهیه‌کنندگی و کارگردانی خودش نیز در این فهرست وجود دارد.
| سال  | نام                                 | نقش                                 | کارگردان                       | منبع                 |
| ---- | ----------------------------------- | ----------------------------------- | ------------------------------ | -------------------- |
| ۱۹۶۶ | پابرهنه در آتن                      | لامپروکلس                           | جورج شیفر                      | [ ۳ ]                |
| ۱۹۶۹ | من و برادرم                         | کارگردان                            | رابرت فرانک                    | [ ۳ ]                |
| ۱۹۶۹ | سه تفنگدار                          | جان فلتون                           | جان هیرش                       | [ ۴ ]                |
| ۱۹۷۱ | نوارهای اندرسن                      | بچه                                 | سیدنی لومت                     | [ ۵ ]                |
| ۱۹۷۲ | قفس خوشبختی                         | سرباز جیمز اچ. ریز                  | برنارد ژیرارد                  | [ ۶ ]                |
| ۱۹۷۵ | ولی فورج                            | هِسین (سرباز مزدبگیر آلمانی)         | فیلدر کوک                      | [ ۷ ]                |
| ۱۹۷۶ | ایستگاه بعد، گرینیچ‌ویلیج            | رابرت                               | پال مازورسکی                   | [ ۸ ]                |
| ۱۹۷۷ | آنی هال                             | دوئین هال                           | وودی آلن                       | [ ۹ ]                |
| ۱۹۷۷ | رزلند                               | راسل                                | جیمز آیوری                     | [ ۱۰ ]               |
| ۱۹۷۷ | قراول                               | کارآگاه ریزو                        | مایکل وینر                     | [ ۱۱ ]               |
| ۱۹۷۸ | خورشید را هدف بگیر                  | آقای رینبو                          | دیوید لیدز                     | [ ۱۲ ]               |
| ۱۹۷۸ | شکارچی گوزن                         | نیکونار شووتارویچ (نیک)             | مایکل چیمینو                   | [ ۱۳ ]               |
| ۱۹۷۹ | آخرین آغوش                          | اکارت                               | جاناتان دمی                    | [ ۱۴ ]               |
| ۱۹۸۰ | دروازهٔ بهشت                         | ناتان دی. چمپیون                    | مایکل چیمینو                   | [ ۱۵ ]               |
| ۱۹۸۱ | سگ‌های جنگ                           | جیمز شنن (جیمی)                     | جان اروین                      | [ ۱۶ ]               |
| ۱۹۸۲ | سکه‌هایی از بهشت                     | تام                                 | هربرت راس                      | [ ۱۷ ]               |
| ۱۹۸۳ | پروژه برینستورم                     | دکتر مایکل آنتونی بریس              | داگلاس ترامبل                  | [ ۱۸ ]               |
| ۱۹۸۴ | منطقهٔ مرده                          | جانی اسمیت                          | دیوید کراننبرگ                 | [ ۱۹ ]               |
| ۱۹۸۵ | چشم‌اندازی به آدمکشی                 | مکس زورین                           | جان گلن                        | [ ۲۰ ]               |
| ۱۹۸۶ | از فاصلهٔ نزدیک                      | برد وایتوود                         | جیمز فولی                      | [ ۲۱ ]               |
| ۱۹۸۷ | ضرب‌العجل (منطقهٔ جنگی)               | دان استیونس                         | ناتا نائیل گاتمن               | [ ۲۲ ]               |
| ۱۹۸۸ | غمنامهٔ شهر بلاکسی                   | گروهبان آموزشی مروین جِی. تومی       | مایک نیکولز                    | [ ۲۳ ]               |
| ۱۹۸۸ | هم‌محلی                              | وسلی پندرگاس                        | مایکل سرسین                    | [ ۲۴ ]               |
| ۱۹۸۸ | گربهٔ چکمه‌پوش                        | گربه                                | یوجین مارنر                    | [ ۲۵ ]               |
| ۱۹۸۸ | جنگ میلاگرو بنفیلد                  | کیرل مونتانا                        | رابرت ردفورد                   | [ ۲۶ ]               |
| ۱۹۸۹ | ارتباط معنوی                        | لوییس ویتلی استریبل                 | فیلیپ مورا                     | [ ۲۷ ]               |
| ۱۹۹۰ | پادشاه نیویورک                      | فرانک وایت                          | ایبل فرارا                     | [ ۲۸ ]               |
| ۱۹۹۰ | آسایش غریبه‌ها                       | رابرت                               | پل شریدر                       | [ ۲۹ ]               |
| ۱۹۹۱ | آدمکشی تمام‌آمریکایی                 | پی. جِی. دکر                         | انسان ویلیامز                  | [ ۳۰ ]               |
| ۱۹۹۱ | مک‌بین                               | بابی مک‌بین                          | جیمز گلیکنهاس                  | [ ۳۱ ]               |
| ۱۹۹۲ | بازگشت بتمن                         | مکس شِرِک                             | تیم برتون                      | [ ۳۲ ]               |
| ۱۹۹۲ | روز تقاص                            | پاسکو میسنر                         | الکساندر آرکادی                | [ ۳۳ ]               |
| ۱۹۹۲ | معشوقه                              | وارن زل                             | بری پریموس                     | [ ۳۴ ]               |
| ۱۹۹۳ | داستان عاشقانهٔ واقعی                | وینچنزو کوکوتی                      | تونی اسکات                     | [ ۱۷ ]               |
| ۱۹۹۳ | جهان وین ۲                          | رابرت سی کان (بابی)                 | استیون سرجیک                   | [ ۳۵ ]               |
| ۱۹۹۴ | رابطهٔ عاشقانهٔ کاری                  | ونی کورسو                           | شارلوت برندستروم               | [ ۳۶ ]               |
| ۱۹۹۴ | داستان عامه‌پسند                     | کاپیتان کونز                        | کوئینتین تارانتینو             | [ ۱۷ ]               |
| ۱۹۹۵ | سر بزنگاه                           | اقای اسمیت                          | جان بدهام                      | [ ۳۷ ]               |
| ۱۹۹۵ | بگرد و نابود کن                     | کیم یولاندر                         | دیوید سال                      | [ ۳۸ ]               |
| ۱۹۹۵ | وابستگی                             | پینا                                | ایبل فرارا                     | [ ۳۹ ]               |
| ۱۹۹۵ | پیشگویی                             | جبرئیل                              | گرگوری وایدن                   | [ ۴۰ ]               |
| ۱۹۹۵ | کارهایی که جسدت در دنور انجام می‌دهد | نقشه‌پرداز                           | گری فلدر                       | [ ۴۱ ]               |
| ۱۹۹۵ | روی وحشی                            | برونو باکینگهام                     | دونالد کمل                     | [ ۴۲ ]               |
| ۱۹۹۶ | بسکیت                               | مصاحبه‌کننده                         | جولین اشنابل                   | [ ۴۳ ]               |
| ۱۹۹۶ | سلولوئید                            | افسر آمریکایی، راد گیگر             | کارلو لیزانی                   | [ ۳ ]                |
| ۱۹۹۶ | آخرین پایمرد                        | هایکی                               | والتر هیل                      | [ ۴۴ ]               |
| ۱۹۹۶ | خاکسپاری                            | ریموندو تیپیو                       | ایبل فرارا                     | [ ۴۵ ]               |
| ۱۹۹۷ | اضافه‌بار                            | ری پرکینز                           | مارکو برامبیلا                 | [ ۴۶ ]               |
| ۱۹۹۷ | شکار موش                            | سزار                                | گور وربینسکی                   | [ ۴۷ ]               |
| ۱۹۹۷ | شاهان دل                            | کارلو باتولوچی/چارلی برت            | پیتر اوفالن                    | [ ۴۸ ]               |
| ۱۹۹۷ | مسح                                 | بیل هیل                             | پل شریدر                       | [ ۲۴ ]               |
| ۱۹۹۸ | مورچه‌ای به نام زی                   | کلنل کاتر (صداپیشگی)                | اریک دارنل                     | [ ۴۹ ]               |
| ۱۹۹۸ | ایلومیناتا                          | اومبرتو بوولاکا                     | جان تورتورو                    | [ ۵۰ ]               |
| ۱۹۹۸ | نیو رز هتل                          | فوکس (همچنین تهیه‌کننده کمکی)        | ایبل فرارا                     | [ ۵۱ ]               |
| ۱۹۹۸ | پیشگویی ۲                           | فرشتهٔ مقرب، جبرئیل                  | گرگ اسپنس                      | (پخش از طریق دی‌وی‌دی) |
| ۱۹۹۸ | خلسه                                | عمو بیل فریتر                       | مایکل آلمریدا                  | [ ۵۳ ]               |
| ۱۹۹۹ | انفجاری از گذشته                    | کالوین وبر                          | هیو ویلسن                      | [ ۵۴ ]               |
| ۱۹۹۹ | خداحافظ تولدو، با بوسه              | مکس                                 | لیندون چاباک                   | [ ۵۵ ]               |
| ۱۹۹۹ | اسلیپی هالو                         | هسین (سرباز مزدبگیر آلمانی)         | تیم برتون                      | [ ۵۶ ]               |
| ۱۹۹۹ | فرصت‌طلب‌ها                           | ویکتور کلی (ویکی)                   | مایلز کانل                     | [ ۵۷ ]               |
| ۲۰۰۰ | پیشگویی ۳ (ارتقا)                   | فرشتهٔ مقرب، جبرئیل                  | پاتریک لاسیر                   | (پخش از طریق دی‌وی‌دی) |
| ۲۰۰۱ | دلبران آمریکا                       | هل ویدمن                            | جو راث                         | [ ۵۹ ]               |
| ۲۰۰۱ | جو درت                              | انتونی بندتی/ کلم دور/ جرت بی. فروب | دِنی گوردون                     | [ ۶۰ ]               |
| ۲۰۰۱ | پاپ‌کورن شریمپ                       |                                     | کریستوفر واکن (همچنین نویسنده) | فیلم کوتاه           |
| ۲۰۰۱ | اسکاتلند در ایالت پنسیلوانیا        | ستوان مک‌داف                         | بیلی موریست                    | [ ۶۲ ]               |
| ۲۰۰۱ | پروندهٔ گردنبند                      | الساندرو کاگلیسترو                  | چارلز شایر                     | [ ۶۳ ]               |
| ۲۰۰۲ | اگه می‌تونی منو بگیر                 | فرانک ویلیام ابگنیل پدر             | استیون اسپیلبرگ                | [ ۶۴ ]               |
| ۲۰۰۲ | مشکل موتور                          | راستی (صداپیشگی)                    | برد بارنز                      | فیلم کوتاه           |
| ۲۰۰۲ | خوره‌های بیلیارد                     | عمو مایک فلین                       | مارز کالاهان                   | [ ۶۶ ]               |
| ۲۰۰۲ | گروه کانتری بیرز                    | مک‌نلی                               | پیتر هیستینگز                  | [ ۶۷ ]               |
| ۲۰۰۲ | کفن و دفن بتی                       | فرانک فدربد                         | نیک هوران                      | [ ۶۸ ]               |
| ۲۰۰۳ | جیلی                                | کارآگاه استنلی جیکوبلیس             | مارتین برست                    | [ ۶۹ ]               |
| ۲۰۰۳ | جک کانگورو                          | سالواتوره ماجیو (سل)                | دیوید مک‌نلی                    | [ ۷۰ ]               |
| ۲۰۰۳ | از پا افتاده                        | کورنلیوس هچر                        | پیتر برگ                       | [ ۷۱ ]               |
| ۲۰۰۴ | آن‌سوی پیچ جاده                      | ترنر لایر                           | جوردن رابرتس                   | [ ۷۲ ]               |
| ۲۰۰۴ | رشک                                 | جی من                               | بری لوینسن                     | [ ۷۳ ]               |
| ۲۰۰۴ | مردی در تنگنا                       | پل ریبرن                            | تونی اسکات                     | [ ۷۴ ]               |
| ۲۰۰۴ | همسران شهرک استپفورد                | مایک ولینگتن                        | فرانک آز                       | [ ۵۶ ]               |
| ۲۰۰۵ | دومینو                              | مارک هِیس                            | تونی اسکات                     | [ ۷۵ ]               |
| ۲۰۰۵ | عشق و سیگار                         | پسرخاله بو                          | جان تورتورو                    | [ ۷۶ ]               |
| ۲۰۰۵ | مهمانان ناخوانده عروسی              | ویلیام کلیری                        | دیوید دابکین                   | [ ۷۷ ]               |
| ۲۰۰۶ | کلیک                                | مورتی                               | فراک کوراکی                    | [ ۷۸ ]               |
| ۲۰۰۶ | خاموشی                              | برویستر                             | آلیور پارکر                    | [ ۷۹ ]               |
| ۲۰۰۶ | مرد سال                             | جک منکن                             | بری لوینسن                     | [ ۸۰ ]               |
| ۲۰۰۷ | توپ‌های خشم                          | فنگ                                 | رابرت بن گارنت                 | [ ۸۱ ]               |
| ۲۰۰۷ | هیراسپری                            | ویلبر رتبلد                         | آدام شنکمن                     | [ ۸۲ ]               |
| ۲۰۰۸ | روزی پنج دلار                       | نت پارکر                            | نایجل کول                      | [ ۸۳ ]               |
| ۲۰۰۹ | سرقت تابلوی دوشیزه                  | راجر بارلو                          | پیتر هوویت                     | [ ۸۴ ]               |
| ۲۰۱۰ | برگ برنده                           | جکی                                 | تاد سالاندز                    | [ ۸۵ ]               |
| ۲۰۱۱ | سر به نیست کردن مرد ایرلندی         | الکس بیرنز (شاندر)                  | جاناتان هنزلی                  | [ ۸۶ ]               |
| ۲۰۱۲ | کوارتت آخر                          | پیتر میچل                           | یارن زیلبرمن                   | [ ۸۷ ]               |
| ۲۰۱۲ | زندگی ساحل دریاست                   | روی کالاهان                         | تونی ویتالی                    | [ ۸۸ ]               |
| ۲۰۱۲ | هفت روانپریش                        | هانس کشلوفسکی/کوئیکر                | مارتین مک‌دونا                  | [ ۸۹ ]               |
| ۲۰۱۲ | رفقای استوار                        | داک                                 | فیشر استیونز                   | [ ۹۰ ]               |
| ۲۰۱۳ | خدایان بدکردار                      | زئوس                                | مارک ترتلتاب                   | [ ۹۱ ]               |
| ۲۰۱۳ | قدرت فیو                            | دوک                                 | لئونه ماروچی                   | [ ۹۲ ]               |
| ۲۰۱۴ | پسران جرسی                          | آنجلو دی‌کارلو (جیپ)                 | کلینت ایستوود                  | [ ۹۳ ]               |
| ۲۰۱۵ | جو درت ۲: بازندهٔ زیبا               | آنتونی بندتی/کلم دور/ گرت بی. فراب  | فرد وولف                       | [ ۹۴ ]               |
| ۲۰۱۵ | بار دیگر                            | پال فرانسیس/ لیپمن/ پال لمبارد      | رابرت ادواردز                  | [ ۹۵ ]               |
| ۲۰۱۵ | خانواده فانگ                        | کیلب فانگ                           | جیسن بیتمن                     | [ ۹۶ ]               |
| ۲۰۱۶ | ادی عقاب                            | وارن شارپ                           | دکستر فلچر                     | [ ۹۷ ]               |
| ۲۰۱۶ | نه جان                              | فلیکس پرکینز                        | بری ساننفلد                    | [ ۹۷ ]               |
| ۲۰۱۶ | کتاب جنگل                           | کینگ لویی (صداپیشگی)                | جان فایورو                     | [ ۹۸ ]               |
| ۲۰۱۷ | پدران جایگزین                       | دکتر والتر تینکر                    | لاورنس شر                      |                      |
| ۲۰۱۸ | توی بی‌همتا                          | مایرون                              | استفنی لَینگ                    | [ ۹۹ ]               |
| ۲۰۱۹ | جیزس می‌غلتاند                       | نگهبان                              | جان تورتورو                    |                      |
| ۲۰۲۰ | جنگ با پدربزرگ                      | جری                                 | تیم هیل                        |                      |
| ۲۰۲۰ | پرسی                                | پرسی اشمایزر                        | کلارک جانسون                   |                      |
| ۲۰۲۰ | آویشن کوهستان وحشی                  | تونی ریلی                           | جان پاتریک شنلی                |                      |
| ۲۰۲۴ | تلماسه: بخش دو                      | صدام چهارم                          | دنی ویلنوو                     |                      |
| TBA  | That's Amore!                       |                                     | Nick Vallelonga                |                      |

## تلویزیون
واکن در ابتدای حرفهٔ بازیگریش در برخی سریال‌ها در نقش‌های کوچک حضور داشته است. فهرست زیر این دسته از آثار او را شامل می‌شود و مصاحبه‌ها، تاک‌شوها، جُنگ‌ها و برنامه‌های این چنینی را در بر نمی‌گیرد.
| سال       | نقش                                    | سریال                       | توضیحات                           |
| --------- | -------------------------------------- | --------------------------- | --------------------------------- |
| ۱۹۵۳      | جان اکتون شگفت‌انگیز الف                | کوین اکتون                  | حضور بیشتر از یکبار               |
| ۱۹۵۴      | پخش تلویزیون موتورولا الف              |                             | قسمت: "مسئلهٔ مولدون"              |
| ۱۹۵۴–۱۹۵۶ | نور راهنما                             | مایکل بائر (مایک)           |                                   |
| ۱۹۶۳      | شهر برهنه الف                          | کریس یوهانیس / برایان تراست | ۲ قسمت                            |
| ۱۹۷۰      | هاوایی فایو-او                         | والت کرامر                  | قسمت: فرار کن، جانی، فرار کن      |
| ۱۹۷۷      | کوجک                                   | بن وایلی                    | قسمت: همه چیز رو ببوس و بذار کنار |
| ۱۹۸۲      | این بار من کی هستم؟                    | هری نش                      | فیلم تلویزیونی                    |
| ۱۹۹۰–۲۰۰۸ | پخش زندهٔ شنبه‌شب                        | میزبان                      | ۷ قسمت                            |
| ۱۹۹۱      | سارای قدبلند و ساده‌پوش                 | جیکوب ویتینگ                | فیلم تلویزیونی                    |
| ۱۹۹۳      | سارای قدبلند و ساده‌پوش ۲: چکاوک        | جیکوب ویتینگ                | فیلم تلویزیونی                    |
| ۱۹۹۳      | کلاهبرداری                             | جک شنکس                     | فیلم تلویزیونی                    |
| ۱۹۹۹      | انتقام                                 | جیمز هیوستون                | فیلم تلویزیونی                    |
| ۱۹۹۹      | سارای قدبلند و ساده‌پوش ۳: پایان زمستان | جیکوب ویتینگ                | فیلم تلویزیونی                    |
| ۲۰۰۳      | ژولیوس سزار                            | کاتوی کوچک                  | ۲ قسمت                            |
| ۲۰۱۴      | جزایر ترکس و کیکوس                     | کورتیس پلیسیه               | فیلم تلویزیونی                    |
| ۲۰۱۴      | نمایش زندهٔ پیترپن!                     | کاپیتان هوک                 | برنامهٔ ویژه تلویزیون (زنده)       |
| ۲۰۲۱–۲۰۲۲ | قانون شکنان                            | فرانک شلدون                 | ۱۲ قسمت                           |
| ۲۰۲۳–۲۰۲۲ | جداسازی ذهن                            | برت گودمن                   | نقش اصلی                          |

الف.^ ^ ^  «با نام رونی واکن».

## صحنهٔ تئاتر
واکن علاوه بر نقش‌آفرینی در سینما و تلویزیون در نمایش‌هایی از برادوی و غیر آن حضور داشته است. او در بیش از ۱۰۰ نمایش بازی کرده که برخی از آنها از آثار شکسپیر است. فهرست زیر محبوبترین این آثار را شامل می‌شود.
| سال اجرا | عنوان تئاتر              | نقش                               | محل اجرا                                       | بازه زمانی                     |
| -------- | ------------------------ | --------------------------------- | ---------------------------------------------- | ------------------------------ |
| ۱۹۵۲     | آب و هوای عدن            | برتون                             | تماشاخانهٔ مارتین بک                            | ۱۳ نوامبر ۱۹۵۲–۲۲ نوامبر ۱۹۵۲  |
| ۱۹۵۸     | ملاقات بانوی سالخورده    | کارل شیل                          | تماشاخانه لونت-فونتن                           | ۵ می ۱۹۵۸–۵ ژوئیه ۱۹۵۸         |
| ۱۹۵۸     | ملاقات بانوی سالخورده    | کارل شیل                          | تماشاخانه موروسکو                              | ۲۰ آگست ۱۹۵۸–۲۹ نوامبر ۱۹۵۸    |
| ۱۹۵۸     | جی. بی.                  | دیوید الف                         | تماشاخانه آنتا                                 | ۱۱ دسامبر ۱۹۵۸–۲۴ اکتبر ۱۹۵۹   |
| ۱۹۶۴     | روحیهٔ بالا               | آواز و رقص گروهی                  | سالن تئاتر الوین                               | ۷ آوریل ۱۹۶۴–۲۷ فوریه ۱۹۶۵     |
| ۱۹۶۵     | خیابان بیکر              | یکی از قاتلین                     | سالن تئاتر برادوی                              | ۲ فوریه ۱۹۶۵–۳۰ نوامبر ۱۹۶۵    |
| ۱۹۶۵     | خیابان بیکر              | یکی از قاتلین                     | سالن تئاتر مارتین بک                           | ۳ نوامبر ۱۹۶۵–۱۴ نوامبر۱۹۶۵    |
| ۱۹۶۶     | شیر در زمستان            | فیلیپ کپت (شاه فرانسه)            | سالن تئاتر امباسادور                           | ۳ مارس ۱۹۶۶–۲۱ می ۱۹۶۶         |
| ۱۹۶۶     | خالکوبی گل سرخ           | جک هانتر                          | سالن تئاتر بیلی رز                             | ۹ نوامبر ۱۹۶۶–۳۱ دسامبر ۱۹۶۶   |
| ۱۹۶۷     | سرباز گمنام و همسرش      | سرباز گمنام                       | سالن ویویان بومانت                             | ۶ جولای ۱۹۶۷–۱۶ سپتامبر ۱۹۶۷   |
| ۱۹۶۷     | سرباز گمنام و همسرش      | سرباز گمنام                       | سالن جورج ابوت                                 | ۱۸ سپتامبر ۱۹۶۷–۱۲ نوامبر ۱۹۶۷ |
| ۱۹۶۸     | رومئو و ژولیت            | رومئو                             | جشنوارهٔ استراتفورد برای آثار شکسپیر            |                                |
| ۱۹۶۸     | رؤیای شب نیمه تابستان    | لایسندر                           | جشنوارهٔ استراتفورد برای آثار شکسپیر            |                                |
| ۱۹۷۰     | آسمان لیمویی             | آلن                               | سالن تئاتر پلی‌هاوس                             | ۱۷–۳۱ می ۱۹۷۰                  |
| ۱۹۷۲     | دشمنان                   | سینتسوف                           | سالن تئاتر ویویان بومانت                       | ۹ دسامبر ۱۹۲–۱۶ دسامبر ۱۹۷۲    |
| ۱۹۷۳     | خویش (دب اکبر) و ستارگان | جک کلیثرو                         | سالن تئاتر ویویان بومانت                       | ۴ ژانویه ۱۹۷۳–۱۰ فوریه ۱۹۷۳    |
| ۱۹۷۳     | تاجر ونیزی               | باسیانو                           | سالن تئاتر ویویان بومانت                       | ۱ مارس ۱۹۷۳–۷ آوریل ۱۹۷۳       |
| ۱۹۷۵     | پرندهٔ شیرین جوانی        | چنس وین                           | سالن هارکنس                                    | ۲۹ دسامبر ۱۹۷۵–۸ فوریه ۱۹۷۵    |
| ۱۹۸۴     | هیاهو                    | میکی                              | سالن اتل بریمور                                | ۷ آگست ۱۹۸۴–۲ ژوییه ۱۹۸۴       |
| ۱۹۹۵     | او را                    | الویس پریسلی (نویسنده و کارگردان) | جشنوارهٔ تئاتر خیابانی نیویورک برای آثار شکسپیر |                                |
| ۲۰۰۰     | مردگان جیمز جویس         | گابریل کانروی                     | سالن بلاسکو                                    | ۱۱ ژانویه ۲۰۰۰–۱۶ آوریل ۲۰۰۰   |
| ۲۰۰۱     | مرغ دریایی               | سورین                             | سالن دلاکورت                                   | ۲۴ جولای ۲۰۰۱–۲۶ اوت ۲۰۰۱      |
| ۲۰۱۰     | مراسم قطع دست در اسپوکن  | کارمایکل                          | سالن شونفلر                                    | ۴ مارس ۲۰۱۰–۶ ژوییه ۲۰۱۰       |

## بازی‌های ویدئویی
- ۱۹۹۶ ریپر در نقش کارآگاه وینس مگنوتا
- ۱۹۹۶ کشتی جنگی ۲: رو به خاموشی در نقش دیوید حسن
- ۲۰۰۳ جرم واقعی: خیابان‌های لس آنجلس در نقش گروهبان جورج
- ۲۰۰۵ جرم واقعی: نیویورک سینتی در نقش گابریل ویتینگ[۱۱۱]

## موزیک ویدئوها
- ۱۹۹۳ مدونا - آهنگ دختر بد در نقش فرشته نگهبان مدونا
- ۱۹۹۵ اسکید رو ـ آهنگ زوال روح در نقش فرشتهٔ مقرب، جبرئیل از سه گانهٔ پیشگویی[نیازمند منبع]
- ۲۰۰۱ فتبوی اسلیم ـ آهنگ سلاح انتخابی (همچنین همراهی در طراحی رقص)

## محتوای صوتی
- ۱۹۹۷" غراب " سرودهٔ ادگار آلن پو در سی دی صوتی تعطیلی به علت شیوع هاری